# Declaració d'Arbroath
La Declaració d'Arbroath, en anglès: Declaration of Arbroath és una declaració de la independència escocesa feta l'any 1320. Té la forma d'una carta en llatí enviada al papa Joan XXII, datada del 6 d'abril de 1320, tracta de confirmar l'estatus d'Escòcia com un estat sobirà i de defensar el dret escocès a usar accions militars contra els que injustament els ataquin.
Generalment es creu que va ser redactat a l'Abadia d'Arbroath per part de Bernard de Kilwinning, aleshores Lord Chancellor d'Escòcia i abat d'Arbroath, i segellat per 51 magnats i nobles.
L'exemplar original que va ser enviada a Avinyó s'ha perdut però hi ha la còpia que va romandre a Escòcia i es troba als Arxius Nacionals d'Escòcia a Edimburg.